# Quercus pannosa
Quercus pannosa är en bokväxtart som beskrevs av Hand.-mazz. Quercus pannosa ingår i släktet ekar, och familjen bokväxter. Inga underarter finns listade.